# Y Combinator
Y Combinator is een Amerikaanse incubator die in maart 2005 is opgericht. Het bedrijf biedt durfkapitaal voor startende ondernemingen, ook wel start-ups genoemd.

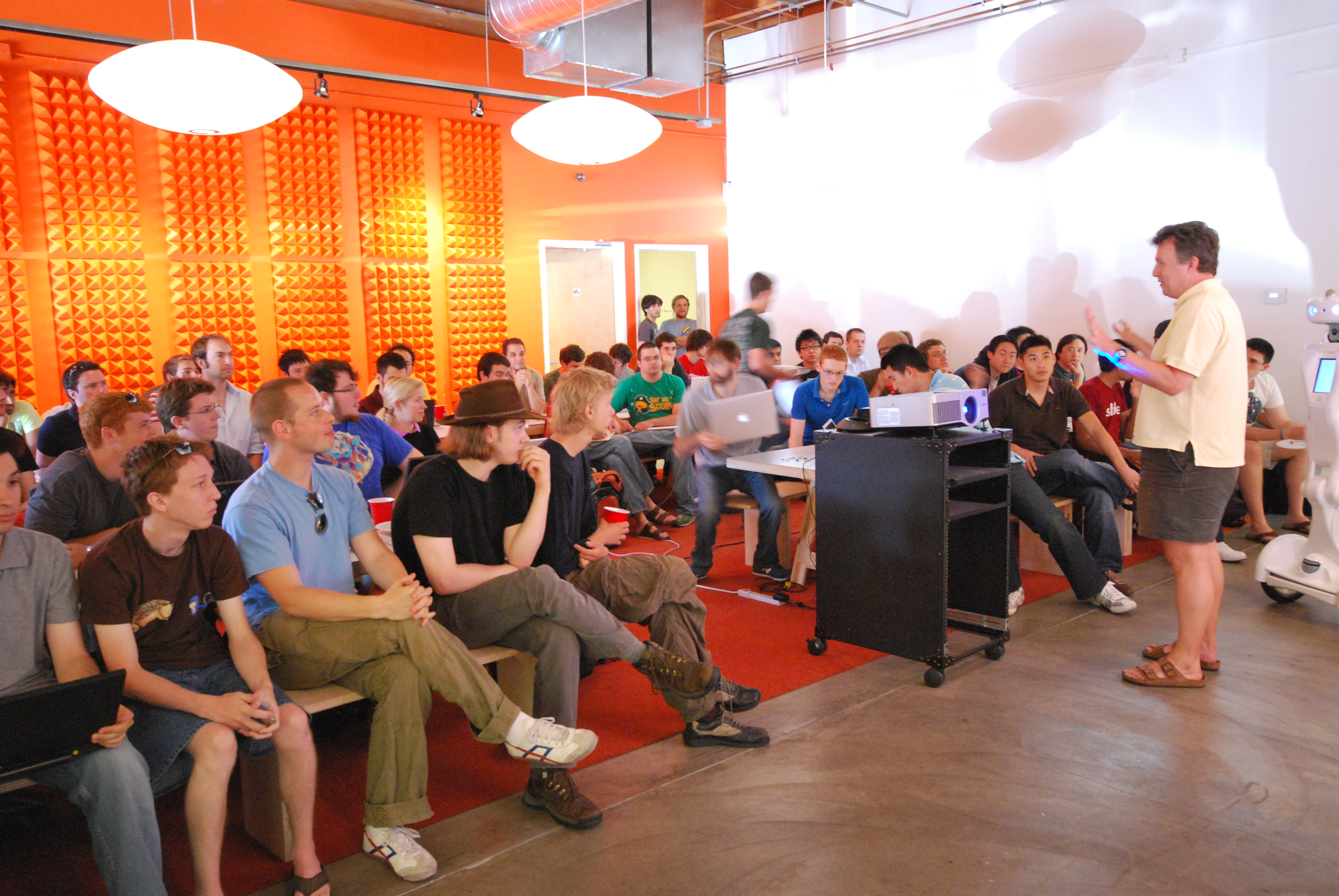
Een bijeenkomst in 2009.

## Geschiedenis
Y Combinator werd opgericht door Paul Graham, Robert Tappan Morris, Trevor Blackwell en Jessica Livingston. Het bedrijf voorziet start-ups in haar oprichtingsfase van geld, advies en contacten voor een periode van drie jaar, en vraagt hiervoor een aandeel van 6%. In 2013 had Y Combinator 500 bedrijven in 30 verschillende marktsegmenten geholpen, waaronder Airbnb, Dropbox, Disqus, Justin.tv, OpenSea, Reddit, Scribd, Stripe en SurveyMonkey.
Het bedrijf investeerde gemiddeld een bedrag van 45,2 miljoen Amerikaanse dollar per bedrijf. Daarnaast beheert Y Combinator de website en gemeenschap van Hacker News.